# Baryphyma pratense
Baryphyma pratense là một loài nhện trong họ Linyphiidae. Chúng được John Blackwall miêu tả năm 1861.